# Corin Tucker
Corin Lisa Tucker, född 9 november 1972 i Eugene i Oregon är en amerikansk rockmusiker, mest känd som sångare och gitarrist i bandet Sleater-Kinney. Innan bildandet av Sleater-Kinney var hon medlem i riot grrrl-bandet Heavens to Betsy. Tucker har även gett ut skivor under namnet The Corin Tucker Band.

## Biografi
Tucker är uppväxt i Grand Forks, North Dakota.

## Diskografi
Album med Heavens to Betsy
- Heavens To Betsy (demo) (1992)
- Calculated (1994)

Album med Sleater-Kinney
- Sleater-Kinney (1995)
- Call the Doctor (1996)
- Dig Me Out (1997)
- The Hot Rock (1999)
- All Hands on the Bad One (2000)
- One Beat (2002)
- The Woods (2005)
- No Cities to Love (2015)
- The Center Won't Hold (2019)
- Path of Wellness (2021)

Album med Cadallaca
- Introducing Cadallaca (1998)
- Out West (EP) (1999)

Album med The Corin Tucker Band
- 1,000 Years (2010)
- Kill My Blues (2012)

Album med Filthy Friends
- Invitation (2017)
- Emerald Valley (2019)